# Trecenta
Trecenta (velenceiül Tresenta) település Olaszországban, Veneto régióban, Rovigo megyében. Lakosainak száma 2523 fő (2023. január 1.). Trecenta Badia Polesine, Bagnolo di Po, Canda, Ceneselli, Giacciano con Baruchella és Salara községekkel határos.

## Népesség
A település lakossága az elmúlt években az alábbi módon változott:
| Lakosok száma | 2741 | 2711 | 2523 |
|               | 2017 | 2018 | 2023 |